# プルイネック (フィニステール県)
プルイネック （Plouhinec、ブルトン語:Ploeneg）は、フランス、ブルターニュ地域圏、フィニステール県のコミューン。

## 由来
プルイネックという名は古いブルトン語に由来する。教区を意味するploeと、ハリエニシダを意味するethin、そして接尾辞のekが連結したものである。

## 地理

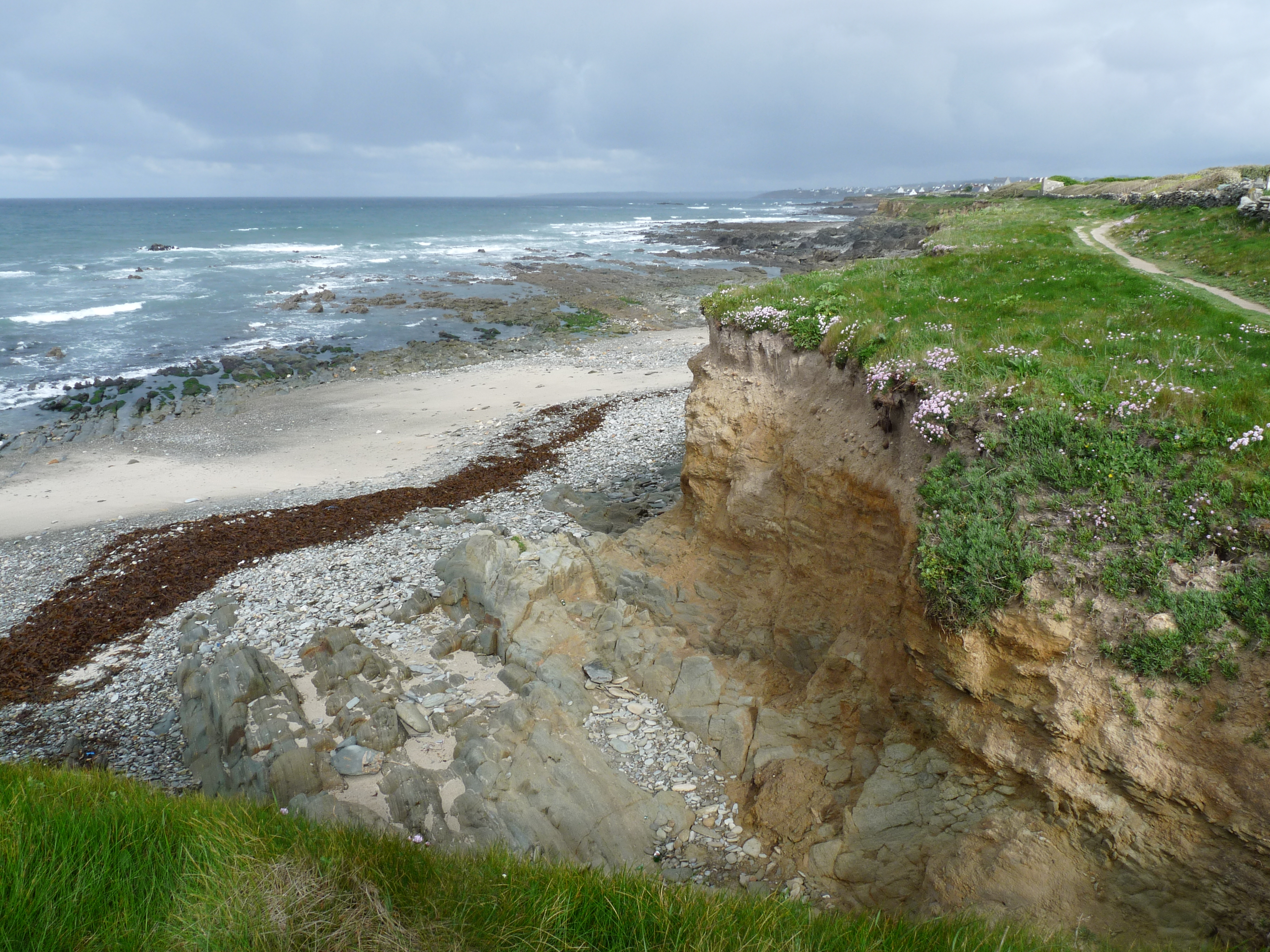
オディエルヌ湾に生じた割れ目

町の面積の大半が背斜上にあり、ゴワイヤン川谷が北側に接している。背斜はブルターニュ南岸と大西洋岸の大部分のラインと並行している。それぞれの側で標高は100m以上あり、匂配が重要である。この海岸には2つの異なる部分がある。西側は高低差のある岩からなる崖が特徴である一方で、東側は主として砂質である。そこには岩のくぼみがあり、30kmのほぼ完璧な孤の一部を描く砂と小石の土地は、オディエルヌ湾の名で呼ばれている。最西端部分はゴワイヤン川の河口である。このリアス式海岸は、ポン＝クロワの川港への航行を可能にしており、古代から航海時の安全な避難先にもなっている。2つの港はプルイネックとオディエルヌに面している。長い時間の後、オディエルヌ川の現在の漁港となっているのは、主としてプルイネックの港である。

## 人口統計
| 1962年 | 1968年 | 1975年 | 1982年 | 1990年 | 1999年 | 2006年 | 2010年 |
| ------ | ------ | ------ | ------ | ------ | ------ | ------ | ------ |
| 6036   | 5792   | 5361   | 4900   | 4524   | 4106   | 4177   | 4165   |

参照元:1999年までEHESS、2000年以降INSEE

## 史跡
- サン＝テイ礼拝堂 - 16世紀から17世紀。そばにある泉の水は、リューマチ患者を癒したという伝説を持つ
- Menez Dregan - 旧石器時代の遺跡
- スーシュ岬の巨石ネクロポリス（fr）
- Menez Korriged - 新石器時代の遺跡。第二次世界大戦中にドイツ軍によってダイナマイトで吹き飛ばされたため、修復が進められている。

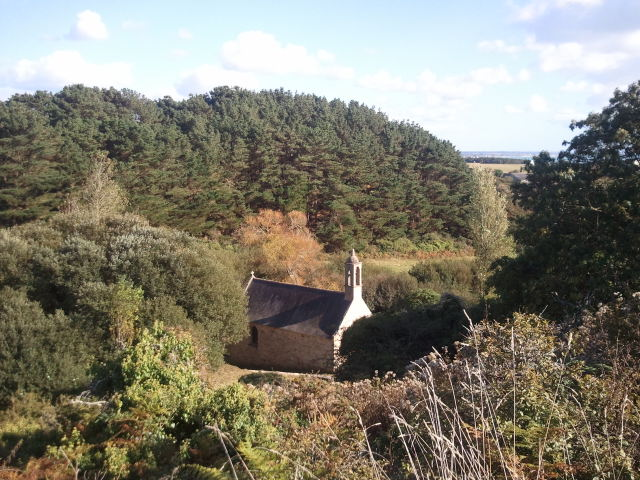
サン＝テイ礼拝堂
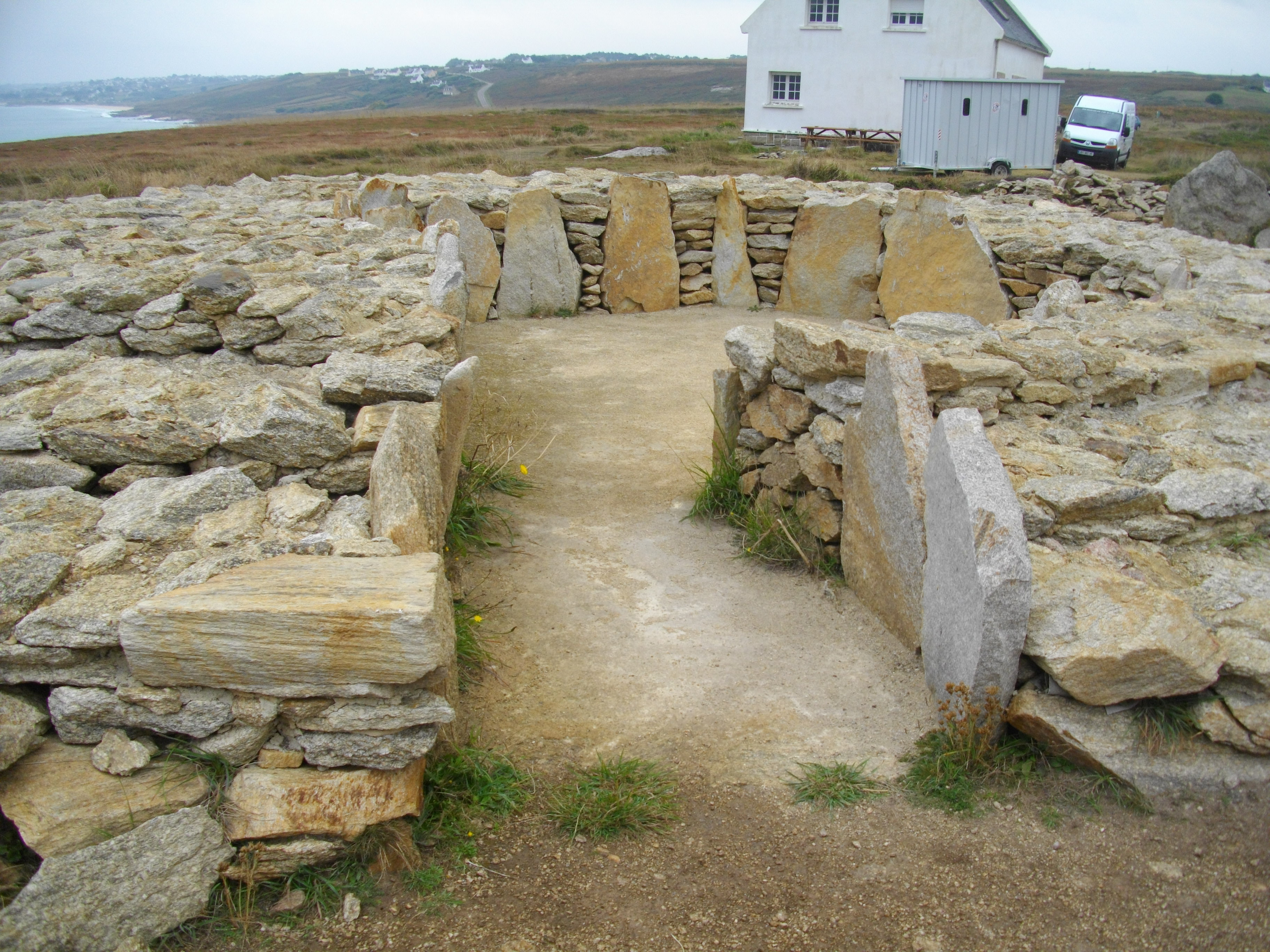
スーシュ岬の巨石ネクロポリス
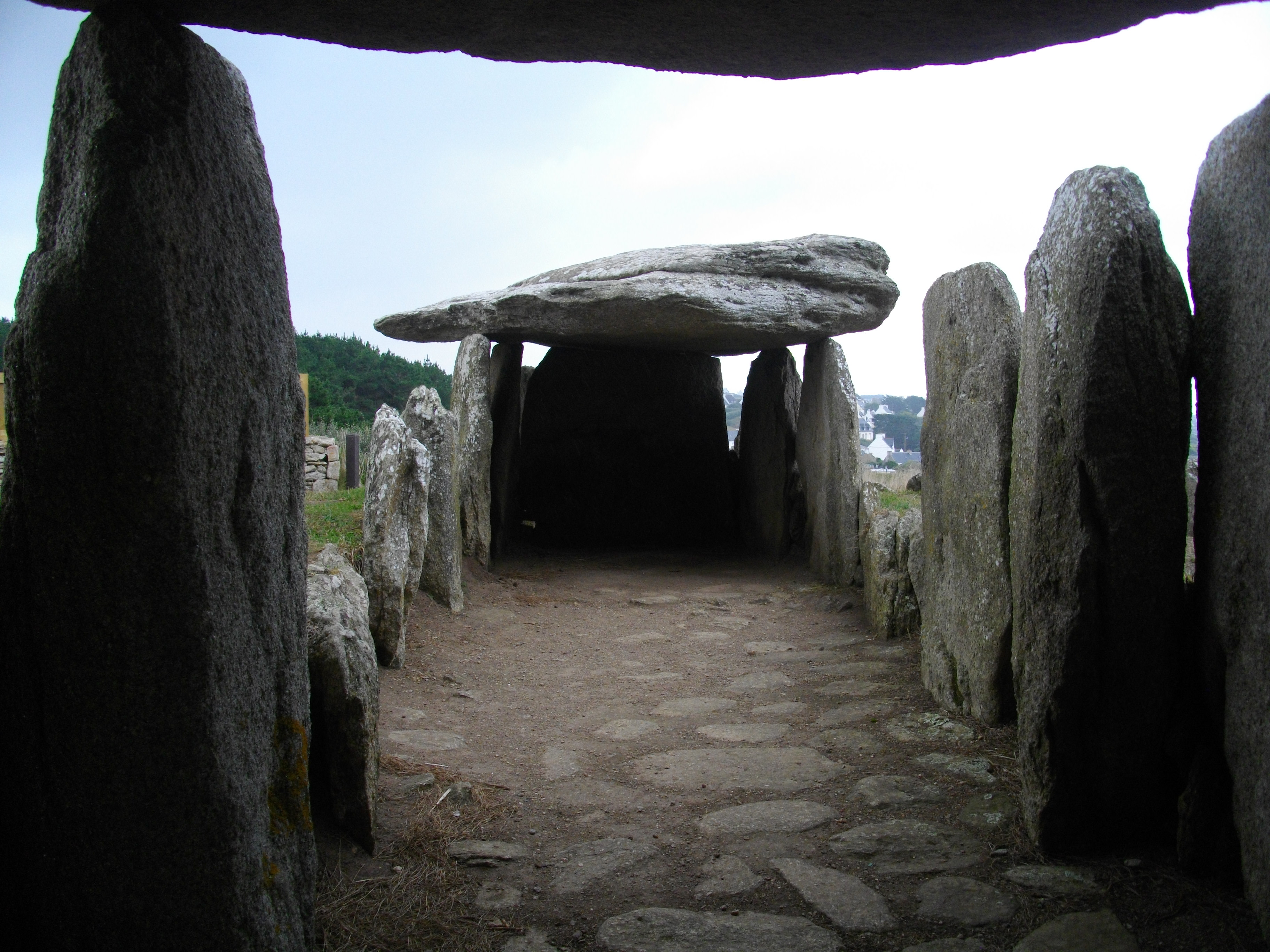
Menez Korriged

## 姉妹都市
- アルベン、フランス
- マウントラス、アイルランド